# Заславский, Давид Иосифович
Дави́д Ио́сифович (О́сипович) Засла́вский (1 [13] января 1880, Киев — 28 марта 1965, Москва) — русский и советский журналист, публицист, литературовед, литературный критик и фельетонист; социал-демократический, бундовский деятель.

## Ранняя биография
Родился 1 (13) января 1880 года в городе Киеве в семье бердичевского мещанина Иося Зусьевича Заславского, служащего сахарных заводов И. М. Зайцева и приверженца движения еврейского просвещения, и его жены Хаи-Суры (Софьи) Дворкиной. С юных лет увлекался социалистическими идеями. К революционному движению примкнул в 1900 году сначала в социал-демократической организации Киева — меньшевик, а с 1903 года член Бунда — «Всеобщего еврейского рабочего союза в России». За участие в студенческих беспорядках был исключён из Императорского университета Святого Владимира (1901). В качестве бундовского политорганизатора работал в Вильне, Риге и Одессе. Несколько раз подвергался арестам в Киеве и Вильне. Многократно сидел в тюрьмах. Участвовал в Лондонском (пятом) съезде РСДРП в 1907 году.
В 1910 году окончил юридический факультет Императорского университета Святого Владимира в Киеве. В 1912 году переехал из Киева в Петербург и вплоть до 1917 года являлся сотрудником или редактором ряда бундовских и меньшевистских изданий.

## Начало журналистской деятельности

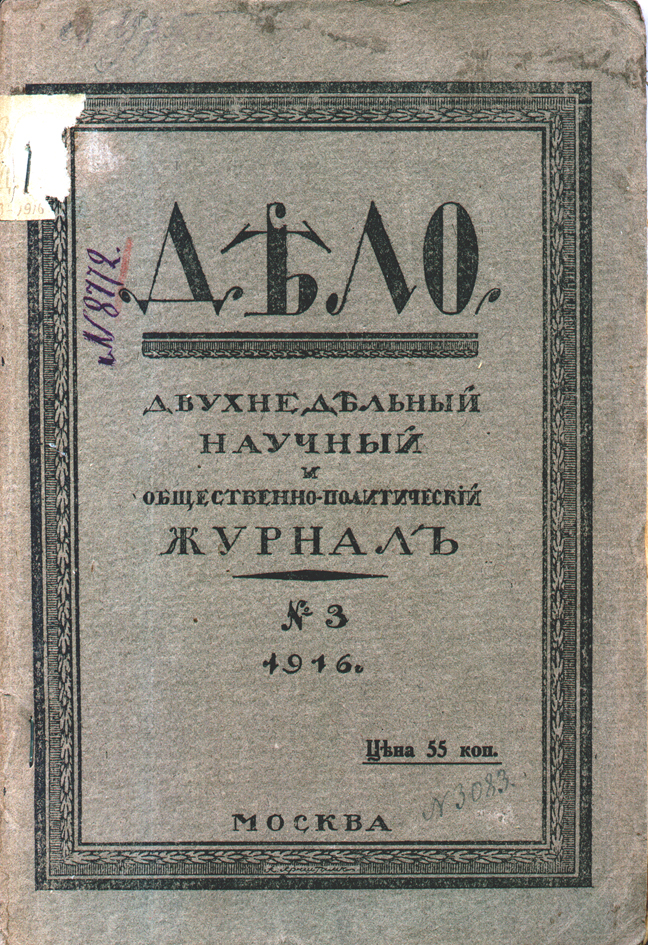
Журнал меньшевиков «Дело» со статьёй Заславского «Талант приспособления»

Литературная работа Заславского (если не считать прокламаций) началась в 1904 году сотрудничеством в «Киевских откликах». Печатался в изданиях Бунда — «Ди цайт» (время), «Арбетер штиме» (рабочий голос), «Фолксцайтунг» (народная газета, Вильна), «Еврейские вести», «Голос Бунда», а также в русской либеральной прессе; состоял членом редакции бундистской газеты «Наша трибуна» (Вильна и Ковно). Писал как на русском языке, так и на идише. Первый фельетон был напечатан в «Северо-западном голосе» (Вильна) в том же году. С тех пор он писал почти непрерывно в «Киевских вестях», с 1909 года — в «Киевской мысли», с 1912 года — в «Дне» (Петербург). Статьи и очерки печатались в «Северных записках», «Новой жизни», «Современном мире», «Нашей заре», «Русской мысли», «Деле» и во многих бундовских сборниках и журналах под псевдонимами (в том числе ковенской газете «Наше слово» и петербургской газете «Еврейские вести») Homunculus, Ф. Богров, А. Лютов, Д. Осипов и другими. Эти годы сотрудничества в прессе обогатили его опытом знания газетной среды, развили в нём талант газетного фельетониста, хотя время от времени он писал также рассказы. В 1906 году в Вильне вышла его первая брошюра «Джузеппе Гарибальди» (на идише).

## Годы революции
Революционные события 1917 года застали Заславского в Петербурге, где он был избран членом Центрального комитета Бунда, был соредактором бундовской газеты «Арбетер штимэ», много публиковался в «Голосе Бунда». В качестве журналиста меньшевистских газет «День» и «Рабочая газета» из номера в номер критиковал меньшевиков-интернационалистов, большевиков, разоблачая при этом Ленина как немецкого шпиона, платного агента германского генерального штаба. Летом 1917 года он был трижды отмечен Лениным, называвшим его «клеветником, негодяем», писавшим о «грязной кампании клеветы грязных господ Заславских…».
Одновременно в 1917—1919 годах Заславский — член ЦК Бунда, который он представлял в еврейских организациях и на съездах. После октября 1917 года антибольшевистские органы печати, включая «День», прекратили своё существование. В 1918 году Заславский переехал из Петербурга в Киев, продолжая заниматься журналистской деятельностью, был редактором киевской газеты «Идише кооперацие». За сотрудничество в киевских газетах при Деникине был в 1919 году исключён из Бунда. В 1919 году письмом в редакцию «Коммуниста» (Киев) и еврейские коммунистические газеты заявил о том, что ошибался в оценке большевизма, объявил об отказе от политической деятельности и переходе исключительно к культурной работе. В 1921 году Заславский переехал из Киева в Москву, оттуда в Петроград, где продолжил литературную работу, занимаясь историей революционного рабочего движения, до 1930 года возглавляя специальную комиссию.

## В еврейской общественной жизни
После отказа от политической деятельности Заславский сосредоточил свою работу в русско-еврейской печати. В 1922—1932 годах публиковался в «Еврейской летописи» и других изданиях. Публиковал работы по еврейскому вопросу («Евреи в русской литературе», 1923, «Зубатов и Маня Вильбушевич», 1924). Был членом Еврейского историко-этнографического общества. До 1930 года был председателем комиссии по изучению истории рабочего движения. Автор книг на идише «Ба ди брегн фун Темзе» («На берегах Темзы»), «15 йор ратнмахт ун ди идише масн» («15 лет советской власти и еврейские массы», М., 1932), «Ди идн ин ратнфарбанд» («Евреи в Советском Союзе», М., 1933) и других.
В статье «Евреи в русской литературе» Заславский рассмотрел обыкновенно негативный образ еврея в русской литературе, в том числе в произведениях Пушкина, Лермонтова, Гоголя, Тургенева, Достоевского, Некрасова, Салтыкова-Щедрина, Льва Толстого, Лескова, Чехова и обвинил всю русскую литературу в юдофобстве.
В годы Великой Отечественной войны был членом Еврейского антифашистского комитета, печатался в газете «Эйникайт», но не был арестован вместе с другими членами комитета в 1948—1949 годах. В статьях о преступлениях нацистов Заславский обходил вопрос о преступлениях нацистов против евреев. В конце жизненного пути Заславский выступал организатором и подписантом антиизраильских обращений «от лица еврейской общественности». С 1950-х годов критиковал государство Израиль.

## Журналистская деятельность в СССР
После кратковременной паузы Заславский начал сотрудничать в новых, советских газетах. После смерти В. И. Ленина в 1924 году и перед тем, как приступить к работе в партийной печати, он поместил в газете Правда письмо о полной солидарности с большевистским курсом. В 1925 году возобновил работу как фельетонист сначала в ленинградской «Красной газете», затем в «Ленинградской правде», с 1926 года — фельетонист газеты «Известия ЦИК», с 1928 года — в редколлегии газеты «Правда». В 1934 году был принят в ВКП(б). «Заславский, один из главных сотрудников самого ненавистного Ленину издания — меньшевистской газеты „День“, стал при Сталине одним из видных сотрудников „Правды“. По свидетельству старых правдистов, в 20-е годы коммунисты „Правды“ трижды отказывали Заславскому в приёме в партию. Он был принят только тогда, когда принёс рекомендацию Сталина».
Дальнейшая биография Заславского разительно отличалась от биографий большинства «оппортунистов». Он приспособился к условиям советской печати, много писал о внешней и внутренней политике советских властей, следовал конъюнктурным изменениям. Систематически публиковались в «Правде» статьи Заславского с его подписью на текущие злободневные темы. Его фельетоны с частыми цитатами из М. Салтыкова-Щедрина (которому Заславский посвятил ряд литературоведческих работ) и других русских сатириков и юмористов сделали Заславского одним из наиболее влиятельных советских журналистов 1930—1950-х годов. Написал статьи, шельмовавшие О. Мандельштама (1929) и Б. Пастернака (1958). Такой была вышедшая из-под пера Заславского статья «Об одной антипатриотической группе театральных критиков», возвестившая кампанию против «безродных космополитов», статьи «О художниках-пачкунах», направленная против художников-формалистов, «Сумбур вместо музыки» и «Балетная фальшь», обличающие композитора Дмитрия Шостаковича. Опубликованная в 1936 году статья «Мечты и звуки Мариэтты Шагинян» (коллеги Заславского по «Известиям» 20-х годов) также принадлежит его перу. По партийной разнарядке Заславского направили[когда?] «поднимать» журнал «Крокодил», редакция которого была разогнана в 1934 году за свою неблагонадёжность.
Заславский избежал ареста в годы Большого террора. Выступал на страницах «Правды» во время Великой Отечественной войны, в 1944 году награждён орденом Ленина за «военно-литературную работу». Он также не был арестован в 1948 году, хотя и входил в Еврейский антифашистский комитет (ограничились строгим выговором за «притупление бдительности»). Но в январе 1953 года, после сообщения об аресте «врачей-убийц», был исключён из КПСС и фактически отстранён от работы. Лишь в апреле, после смерти Сталина, получил разрешение П. Н. Поспелова вернуться в свой кабинет. В дальнейшем Заславский сохранил своё влияние в партийных кругах; был выразителем официальной линии партии при Н. С. Хрущёве. Участвовал в кампании по травле Б. Пастернака после присуждения писателю Нобелевской премии. В период «холодной войны» был рупором советского внешнеполитического ведомства.
Похоронен на Новодевичьем кладбище.

## Семья
- Первая жена — Эсфирь Львовна (Эстер Лейбовна) Гродзенская (1885—1943). Её сестра — музыкальный педагог Надежда Львовна Гродзенская (1892—1974), племянница — филолог-романист Елена Вольф. Другая сестра — Шифра Львовна Шабад (1878—1943) — была замужем за врачом Тимофеем Осиповичем Шабадом (их дочь — ботаник Регина Вайнрайх, зять — лингвист-идишист Макс Вайнрайх). Другая сестра — Эмма Львовна Гродзенская (1880—1942) — была замужем за польским хирургом Ароном Орко Соловейчиком[пол.] (их три сына стали видными врачами и учёными-медиками). Другая сестра — Ольга Львовна Гродзенская (1881—?) — была замужем за психиатром Исидором Семёновичем (Израилем Симоновичем) Германом (1865—1928), директором Орловской губернской психиатрической больницы Святого Духа. Ещё одна сестра — Анна Львовна Гродзенская (1895—1964), была замужем за польским юристом и правоведом Владиславом Юзефом Шатенштейном (пол. Władysław Józef Szatensztejn, 1893—1944), автором ряда научных трудов в области юриспруденции[14].
- Вторая жена — Юлия Васильевна Заславская, по воспоминаниям И. Мельчука, работала в Институте языкознания РАН в Москве[15].
  - Дочь — Александра (1914—1935).
- Брат — Эмилий Заславский (1892—1941), агроном, погиб на фронте.
- Сестра — педагог Фаня (Фейга) Заславская (1875—1942), умерла от истощения во время блокады Ленинграда.[источник не указан 268 дней]

## Награды
- 2 ордена Ленина (10.05.1944, 1960)
- орден Отечественной войны 1-й степени (23.09.1945)
- орден Трудового Красного Знамени (18.01.1955)
- медали

## Мнения
- Израильский литературовед Михаил Вайскопф, автор статьи «Семья без урода. Образ еврея в литературе русского романтизма» следующим образом характеризует Д. И. Заславского:

Одиозный Заславский (1880—1965) — одна из омерзительнейших фигур в истории не только межэтнических отношений, но и в сфере советского цензурного террора. Достаточно напомнить о его деятельности в газете «Правда» с 1928 года — в роли костолома, о травле О. Э. Мандельштама, Б. Л. Пастернака, многих инакомыслящих, исправного и рьяного подписанта антиизраильских «писем советской общественности» и о других «подвигах».
— Предисловие к статье Д. И. Заславского, «Евреи в русской литературе»